# Дуди, Патрик
Па́трик Ду́ди (англ. Patrick Doody; 22 апреля 1992, Нейпервилл, Иллинойс, США) — американский футболист, защитник.

## Карьера
Дуди провёл три года в академии футбольного клуба «Чикаго Файр».
В 2011—2014 годах Дуди обучался в Индианском университете в Блумингтоне и играл за университетскую футбольную команду. В составе «Индиана Хузерс» сыграл 83 матча, забил шесть мячей и отдал 12 результативных передач. В 2012 году помог команде выиграть футбольный чемпионат Национальной ассоциации студенческого спорта.
В 2012—2014 годах также выступал за «Чикаго Файр U-23» в Премьер-лиге развития ЮСЛ.
22 декабря 2014 года клуб MLS «Чикаго Файр» подписал с Дуди контракт по правилу доморощенного игрока. 20 марта 2015 года «Чикаго Файр» отдал Дуди в аренду аффилированному клубу USL «Сент-Луис». Его профессиональный дебют состоялся 28 марта в матче стартового тура сезона 2015 против «Луисвилл Сити». 12 июня «Чикаго Файр» отозвал Дуди из «Сент-Луиса». За «Чикаго Файр» в MLS он дебютировал 11 июля в матче против «Сиэтл Саундерс». По окончании сезона 2015 «Чикаго Файр» активировал опцию продления контракта с Дуди. 25 марта 2016 года он вновь отправился в аренду в «Сент-Луис». 9 апреля в матче «Сент-Луиса» против «Оклахома-Сити Энерджи» забил свой первый гол в профессиональной карьере. По окончании сезона 2016 «Чикаго Файр» продлил контракт с Дуди на сезон 2017. 14 июля 2017 года он ещё раз отправился в аренду в «Сент-Луис», но 25 июля «Чикаго Файр» отозвал его. 5 августа в матче против «Нью-Инглэнд Революшн» Дуди отдал три голевые передачи, за что был включён в символическую сборную недели MLS. По окончании сезона 2017 «Чикаго Файр» не стал продлевать контракт с Дуди.
Дуди был доступен на драфте возвращений MLS 2017, но остался невыбранным.

## Статистика выступлений
| Выступление        | Выступление      | Выступление      | Лига | Лига | Плей-офф | Плей-офф | Кубок | Кубок | Итого | Итого |
| Клуб               | Лига             | Сезон            | Игры | Голы | Игры     | Голы     | Игры  | Голы  | Игры  | Голы  |
| ------------------ | ---------------- | ---------------- | ---- | ---- | -------- | -------- | ----- | ----- | ----- | ----- |
| Чикаго Файр        | MLS              | 2015             | 7    | 0    | —        | —        | 0     | 0     | 7     | 0     |
| Чикаго Файр        | MLS              | 2016             | 0    | 0    | —        | —        | 0     | 0     | 0     | 0     |
| Чикаго Файр        | MLS              | 2017             | 7    | 0    | 0        | 0        | 0     | 0     | 7     | 0     |
| Чикаго Файр        | Итого            | Итого            | 14   | 0    | 0        | 0        | 0     | 0     | 14    | 0     |
| Сент-Луис (аренда) | USL              | 2015             | 21   | 0    | —        | —        | 3     | 0     | 24    | 0     |
| Сент-Луис (аренда) | USL              | 2016             | 12   | 2    | —        | —        | —     | —     | 12    | 2     |
| Сент-Луис (аренда) | USL              | 2017             | 2    | 0    | —        | —        | —     | —     | 2     | 0     |
| Сент-Луис (аренда) | Итого            | Итого            | 35   | 2    | —        | —        | 3     | 0     | 38    | 2     |
| Всего за карьеру   | Всего за карьеру | Всего за карьеру | 49   | 2    | 0        | 0        | 3     | 0     | 52    | 2     |

Источники: Transfermarkt, Soccerway, Footballdatabase.eu.